# Балаклава (катер)
«Балаклава» — патрульний катер Морської охорони, проекту 58130, шифр «Орлан», Державної прикордонної служби України 1-го рангу. Бортовий номер BG-200.

## Історія
Катер проекту 58130 (шифр "Орлан) призначений для несення служби з охорони кордону на річках, озерах, прибережних районах морів і забезпечення служби морських контрольно-пропускних пунктів, екологічного контролю та рятувальних операцій.
Катер було спущено на воду 9.10.2012 введено до Морської охорони Державної прикордонної служби України.
На початку липня 2021 року екіпаж катера Морської охорони «Балаклава» врятував рибалок, яких відносило у відкрите море на знеструмленому судні у Чорному морі.
Відкритими каналами міжнародної морської безпеки від екіпажу цивільного судна, що прямувало в напрямку Грузії, надійшла інформація про фелюгу, яка сигнальними ракетами передає сигнал лиха. Катер Морської охорони Держприкордонслужби «Балаклава» негайно висунувся у вказаний район.
Майже у 25 морських милях на південь від Тендрівської коси моряки-прикордонники виявили знеструмлене рибальське судно, що втратило керування.
Капітан пояснив, що рибалки встановленим порядком оформили вихід на промисел з Очакова, однак за деякий час сталась технічна несправність і знеструмлене судно втратило керування. Вітром їх почало відносити у відкрите море. Екіпаж подав сигнал лиха.